# David Brown (företagare)
David Brown, född 10 maj 1904 i Huddersfield, död 3 september 1993 i Monte Carlo, var en brittisk entreprenör och företagsledare. Brown byggde upp den egna traktortillverkningen och köpte senare Aston Martin och Lagonda.

## Biografi
David Brown började efter skolan i familjens företag David Brown Gear Company Ltd som han blev chef för 1931. 1934 öppnades en ny fabrik i Huddersfield för traktortillverkning. Brown samarbetade med Harry Ferguson men då de inte kom överens kring delar av designen avbröts samarbetet och David Brown skapade en egen traktor. En stor framgång blev den tunga traktormodellen David Brown VAK som med sina 7700 tillverkade exemplar blev en stor framgång. Traktortillverkningen såldes till Tenneco 1972 och märket försvann senare till förmån för Case. 
1947 köpte Brown upp Aston Matin och 1948 Lagonda. 1955 följde köpet av karosstillverkaren Tickford. Aston Martins produktion koncentrerades till Tickfords fabriksområde i Newport Pagnell. Storhetstiden för Aston Martin började när David Brown övertog märket 1947.  Under hans tid som ägare tillverkades flera klassiska Aston Martin-modeller, bland annat Aston Martin DB5 som James Bond kör i flertalet filmer. DB står för just David Brown i modellbeteckningarna. David Brown sålde Aston Martin 1972.
David Brown dubbades 1972 till Knight Bachelor av drottning Elizabeth II.